# Atrofia testicular

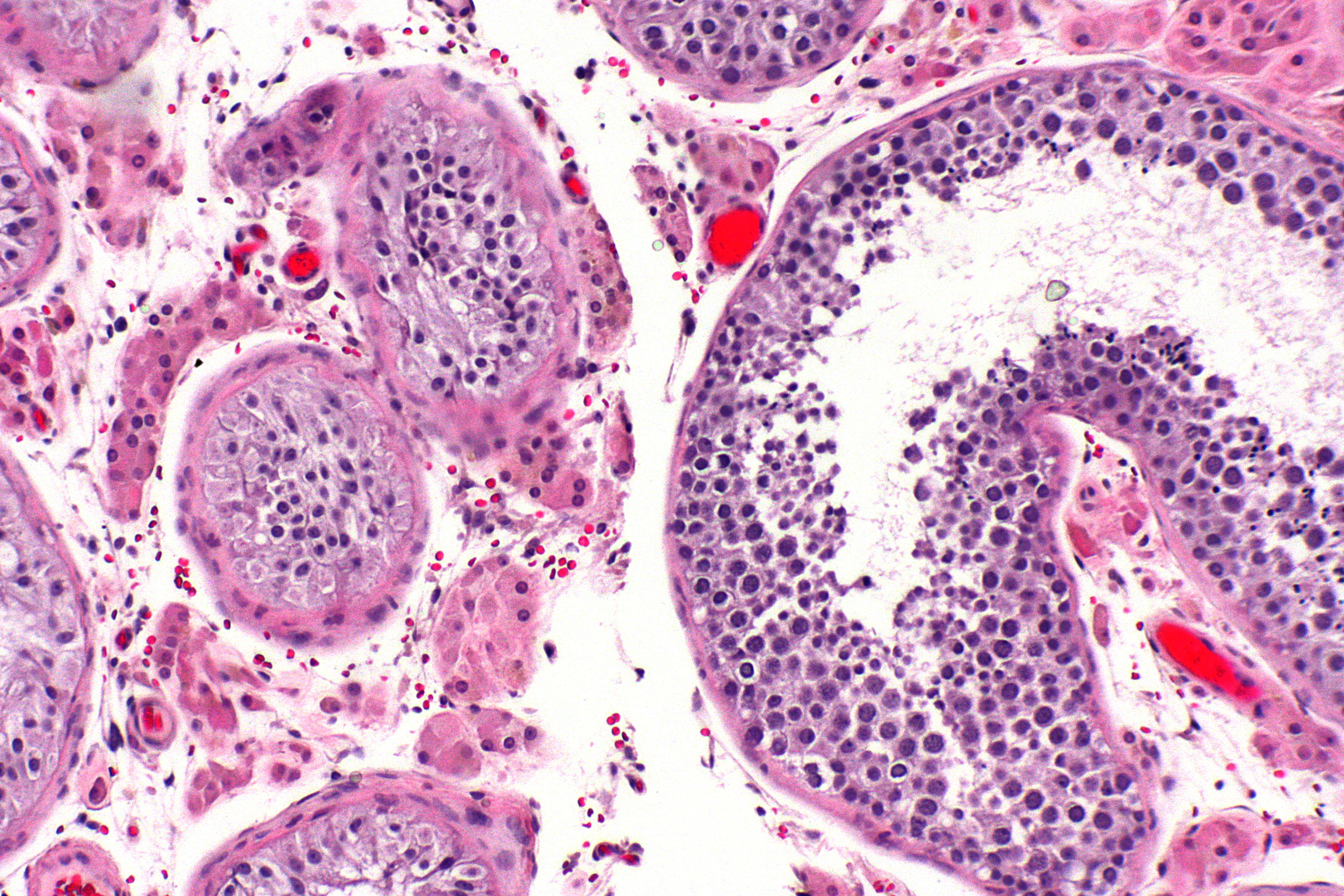

A atrofia testicular é um caso médico no qual o órgão reprodutivo masculino (os testículos, que nos humanos estão localizados no escroto) diminui de tamanho e pode ser acompanhado pela perda de funcionamento. Este termo não é usado para se referir a mudanças temporárias como as que acontecem causadas pelo frio. Algumas medicações, como os esteróides anabolizantes, podem causar a atrofia testicular que irá sofrer uma reversão quando o ciclo do tratamento terminar, desde que não dure muito tempo. Outras causas para a atrofia testicular incluem a aterosclerose, criptorquidia(inibe a espermatogênese) e produção insuficiente de hormônio luteinizante mais freqüentemente observado em casos de hipopituitarismo.